# Le Vieux Fusil
Pour plus de détails, voir Fiche technique et Distribution.
Le Vieux Fusil est un drame germano-français coécrit et réalisé par Robert Enrico, sorti en 1975.
L'action se déroule peu après le débarquement en Normandie, le 6 juin 1944 : un chirurgien débonnaire de Montauban (Philippe Noiret), devant l'assassinat dans des conditions épouvantables de son épouse (Romy Schneider) et de sa fille par des soldats SS de la division Das Reich, sombre dans une fureur exterminatrice et élimine un à un les soldats cantonnés dans son château. Le film est marqué par des scènes d'une violence implacable, entremêlées avec des séquences de flashbacks, remémorant une histoire d'amour brisée tragiquement.
Inspiré du massacre d'Oradour-sur-Glane, le 10 juin 1944, et tourné dans le Tarn-et-Garonne, Le Vieux Fusil a initialement divisé les critiques de cinéma lors de sa sortie. Il rencontre un important succès commercial, devenant le cinquième plus grand succès au box-office français en 1975.

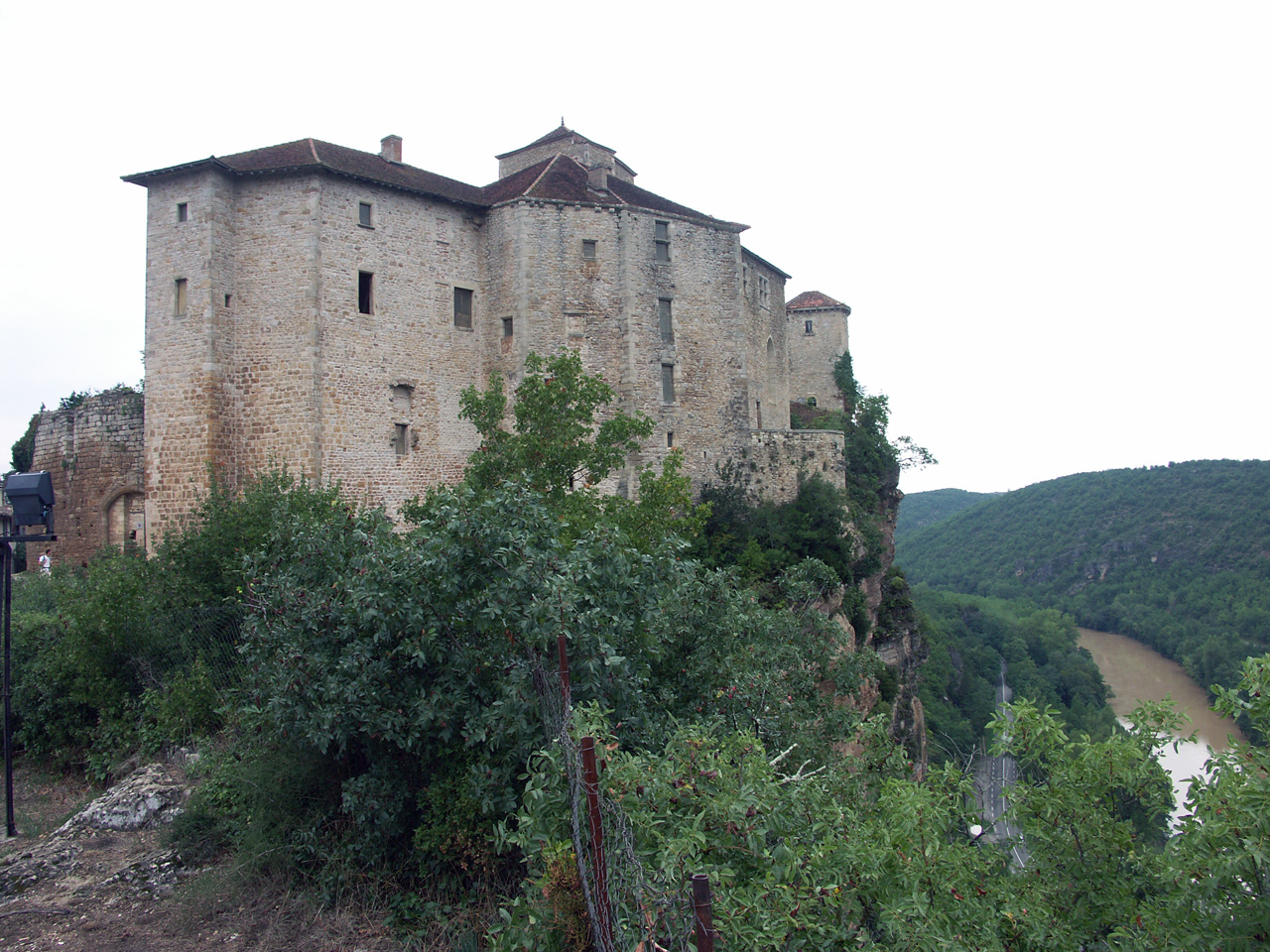
Photo des châteaux de Bruniquel (Tarn-et-Garonne), ayant servi comme lieu de tournage du film.

En 1976, le film, nommé dans neuf catégories lors de la première cérémonie des César, triomphe en remportant trois prix (meilleur film, meilleur acteur pour Philippe Noiret, meilleure musique pour François de Roubaix). Il obtient le César des Césars en 1985, signe de son caractère particulièrement remarquable.

## Synopsis
Pendant la Seconde Guerre mondiale, à Montauban, en 1944, Julien Dandieu est un chirurgien pacifiste et humaniste convaincu. Il mène une vie bourgeoise avec sa fille Florence, née d'une précédente union, et sa nouvelle compagne Clara. Participant à la Résistance française en soignant à ses risques des maquisards dans son hôpital, il est régulièrement menacé par la milice. Afin de les mettre à l'abri jusqu'à la fin de la guerre, il envoie Clara et Florence au hameau de la Barberie, son château familial situé à proximité d'un petit village de campagne de la région.
Ne pouvant supporter leur absence, Julien décide de les retrouver. Il les croit alors en sécurité. À son arrivée, il découvre que le village est vide. Tous les villageois ont été regroupés dans l'église et assassinés par balle. Son inquiétude pour ses proches s'accentue. Dans son château, il découvre les cadavres de sa fille, tuée par balle, et de Clara, violée – c'est du moins ce qu'il imagine et ce qui apparaît bien s'être produit –, puis brûlée vive au lance-flammes, par une des sections de la SS Panzer Division Das Reich. Celle-ci stationne dans la région avant de se rendre en renfort en Normandie à la suite du Débarquement. La division a traversé le village sur sa route, puis occupe le château, après avoir massacré sauvagement tous les habitants des environs.
Détruit, ivre de douleur et de haine, Julien se reprend peu à peu pour se venger méthodiquement en devenant une impitoyable « machine à tuer ». Connaissant bien les passages secrets de son château, il s'arme du vieux fusil que son père utilisait pour chasser le sanglier. Il extermine un par un tous les membres de la section SS responsables du massacre. Sa chasse à l'homme est ponctuée de retours en arrière retraçant les moments de bonheur vécus avec Clara et sa fille.
Après avoir éliminé la majorité des bourreaux nazis (sauf un déserteur tué par l'officier des SS), et malgré une blessure au bras, Julien parvient à mener seul – mentant à un groupe de résistants pour retarder leur intervention – sa vengeance jusqu'à son terme, en tuant le chef des SS au lance-flammes.
Les membres de la Résistance débarquent alors dans le petit village. François, collègue et meilleur ami de Dandieu, qui se trouve également sur les lieux, le ramène en ville en voiture. Sur le chemin du retour, Julien semble ne pas réaliser la perte de ses proches. Filmé en gros plan, il commence à pleurer, puis balbutie et fixe la route devant lui. Le film s'achève par un plan général où Julien, Clara et Florence font du vélo avec leur chien Marcel sur le thème musical qui a accompagné les événements de la vie quotidienne et les souvenirs de Julien tout au long du film.

## Fiche technique
Sauf indication contraire, les informations mentionnées dans cette section peuvent être confirmées par la base de données cinématographiques Unifrance,  présente dans la section « Liens externes ».
- Titre original : Le Vieux Fusil
- Titre allemand : Das alte Gewehr (RDA) ou Abschied in der Nacht (RFA)
- Réalisation : Robert Enrico
- Assistants à la réalisation : Jean Achache, Claire Denis et Jacques Santi
- Scénario : Robert Enrico, Pascal Jardin et Claude Veillot ; Claude Sautet (script-doctor)
- Dialogues : Pascal Jardin
- Musique : François de Roubaix
- Décors : Jean Saussac
- Costumes : Corinne Jorry
- Maquillages : Didier Lavergne et Phuong Maittret
- Photographie : Étienne Becker
- Montage : Eva Zora
- Son : Bernard Aubouy
- Production : Pierre Caro
- Sociétés de production : Mercure Productions et Les Artistes Associés (France) ; TIT Filmproduktion (Munich)
- Société de distribution : Les Artistes Associés (France)[1]
- Pays de production :  France /  Allemagne de l'Ouest
- Langues originales : français, allemand
- Format : couleur Eastmancolor — 35 mm — 1.66:1 — Son monophonique
- Genre : drame
- Durée : 103 minutes
- Date de sortie en salles : 
  - France : 20 août 1975[2],
  - Allemagne de l'Ouest : 6 novembre 1975
  - Allemagne de l'Est : 7 mars 1976
- Mention :
  -  France : tous publics avec avertissement[a], art et essai (visa d'exploitation no 44037 délivré le 21 avril 1997)[2].
  -  Allemagne de l'Ouest : Non approuvé avant l'âge de 18 ans[3]
- Affiches : Jouineau Bourduge (France), Raymond Elseviers (Belgique)

## Distribution
- Philippe Noiret : Dr Julien Dandieu
- Romy Schneider : Clara Dandieu
- Jean Bouise : François
- Joachim Hansen : l'officier SS
- Robert Hoffmann : le lieutenant
- Karl-Michael Vogler : Dr Müller
- Madeleine Ozeray : Mme Dandieu (mère de Julien Dandieu)
- Caroline Bonhomme : Florence Dandieu, à 8 ans
- Catherine Delaporte : Florence Dandieu, à 13 ans
- Antoine Saint-John : le soldat allemand, tué dans la cuisine
- Jean-Paul Cisife : le chef milicien
- Jean-Pierre Garrigues : un interne à l’hôpital
- Hermine Delysle : la religieuse de la remise de prix de fin d'année
- Micheline Sarto : l'infirmière, Mlle Langrenier
- Daniel Breton : Walter
- Maurice Bès : le pharmacien

## Production

### Genèse et développement
Deuxième collaboration entre Enrico et Jardin, le scénario part du souvenir d'un ami du scénariste : enfant, il aurait vu un soldat allemand dormir auprès de la femme qu'il avait violée et tuée. Jardin écrit donc le scénario en s'inspirant de ce récit et de celui du massacre d'Oradour-sur-Glane (commis le 10 juin 1944 par la 2e division SS Das Reich).
Enrico, leur co-scénariste Claude Veillot et lui-même décident de changer le lieu de l'action, transférant celui-ci dans le Quercy plutôt que le Limousin. La division Das Reich, dont ils gardent la représentation dans le film, était d'ailleurs historiquement basée à Montauban, et la chronologie des massacres dont elle se rend coupable dans la région limousine recoupe à quelques semaines près la période que montre le film.
Sur la première page de scénario se trouve la phrase « Dieu créa l'homme à son image : s'il est barbare, Dieu est barbare ».

### Distribution
À l'origine, le rôle principal devait être interprété par Yves Montand, qui refuse. Lino Ventura, qui avait déjà tourné sous la direction de Robert Enrico à trois reprises (Les Grandes Gueules, Les Aventuriers et Boulevard du rhum), refuse néanmoins à son tour. Dans ses mémoires, Philippe Noiret écrira que Lino Ventura aurait décliné la proposition de Pascal Jardin parce qu'il trouvait que le personnage était initialement un homme trop tranquille et pacifique qui ne correspondait pas à son image de « dur à cuire ». Selon Robert Enrico, c'est le « coup de foudre amoureux » frappant le personnage de Dandieu qui lui aurait posé un problème.
Le rôle fut finalement confié à Philippe Noiret, qui avait également tourné sous la direction d'Enrico dans Le Secret, pour sa première collaboration avec Pascal Jardin. Pour le rôle de Clara, Robert Enrico confie à Stefan Moriamez dans son interview, en 2002, qu'il avait pensé à Catherine Deneuve ; Deneuve avait déjà été à deux reprises la partenaire de Noiret. Mais il se tourne finalement vers Romy Schneider, qu'il n'a pourtant jamais dirigée ; la première entrevue entre Schneider, Enrico et Noiret manque de mettre fin à ce partenariat, Noiret ayant été excédé qu'elle ait deux heures de retard. Toutefois, bien qu'elle ait encore des problèmes de retard durant le tournage, Schneider s'implique totalement dans son rôle, ses cris durant la scène de viol ayant même été supprimés par Enrico de peur de rendre la scène encore plus insoutenable ; elle est alors en plein surmenage.
Le nom du héros joué par Philippe Noiret – Julien Dandieu – a été utilisé l'année précédente pour celui du film La Race des seigneurs (Pierre Granier-Deferre, 1974), incarné par Alain Delon.

### Tournage
Le souci de réalisme est présent durant tout le tournage, notamment du point de vue des habits (acteurs principaux, soldats allemands, figurants...), le réalisateur recherchant une très forte crédibilité historique des images.
Trois villages servent de base pour former celui du film, tout comme son château : Bonaguil en Lot-et-Garonne, Bruniquel (et ses châteaux) en Tarn-et-Garonne et Penne dans le Tarn,. De plus, plusieurs scènes ont été tournées à Montauban, notamment les premières images du film, rappellant la pendaison de quatre résistants à Montauban, la dernière semaine de juillet 1944, ou un acte similaire à Flamarens au début du même mois (commis comme pour Oradour par la division Das Reich).
Le film est également tourné à Paris ; la scène de la rencontre a été tournée à Montparnasse, au restaurant brasserie La Closerie des Lilas. Biarritz a servi de décor pour la scène de la plage[réf. nécessaire].
Le réalisme du tournage perturbe parfois les alentours : les acteurs « allemands » (des militaires du 17e RGP de Montauban pour partie) sont accueillis un jour par un homme, fusil à la main. L'incendie final du château du film déborde durant le tournage, ce qui occasionne des dégâts réels au bâtiment classé, et un procès de la part de sa propriétaire, vivant encore dans ses murs.
Le retard de Julien et Clara lors de la remise des prix dans la cour du collège Saint-Théodart est tirée de la mémoire d'Enrico, qui avait vu ses propres parents vivre la même mésaventure le jour de sa propre remise de prix.

### Montage
Le montage est effectué par Enrico et Eva Zora, monteuse habituée des documentaires, avec laquelle il a déjà travaillé sur deux précédents films. Selon Enrico, « Tout le film est construit sur des retours en arrière, comme autant de moteurs, de redémarrages de la vengeance ; cela retourne le personnage à l’intérieur de lui-même, son émotion rejaillit et du coup, il a envie de tuer ».
Le film est mis en musique par François de Roubaix, dont c'est la dernière bande originale : il meurt trois mois après la sortie en salles.

## Accueil
Lors de sa sortie en salles, Le Vieux Fusil enregistre 3 365 471 entrées en France (cinquième place au box-office 1975), dont 958 178 entrées à Paris, confortant Philippe Noiret et Romy Schneider dans leurs statuts de stars du cinéma en France.
Lors de la 1re cérémonie des César, François de Roubaix obtient à titre posthume le César de la meilleure musique. À cette même cérémonie, le film est récompensé du César du meilleur film, et du César du meilleur acteur pour Philippe Noiret.
Toutefois, le film divise la critique cinéphile. Le Vieux Fusil s'inscrit à la fois dans la relecture de la Seconde Guerre mondiale durant les années 1970, qui remet en question le comportement des Français durant l'Occupation (Lacombe Lucien est sorti un an avant), et dans le genre de justice expéditive, qui fait alors florès aux États-Unis. C'est cette violence qui est reprochée à Enrico. Louis Skorecki cite dans Libération les propos de Jean-Pierre Oudart qui, dans les Cahiers du cinéma, reproche au réalisateur de tenir « un discours […] abject sur la dernière guerre, sur le nazisme et Vichy » et de « faire prendre plaisir à une chasse à l'homme qui dure trois quarts d'heure ». Il prend parti lui-même, en 2001, contre le film affirmant : « on a du mal à pardonner à Robert Enrico, serviteur académique du pire cinéma français, les indécences obscènes du Vieux Fusil ». La Croix qualifie Noiret de « géant timide aux colères de cyclone », saluant sa performance, mais les invraisemblances du scénario, la lourdeur des flash-back et surtout le manichéisme du film sont critiqués.
Au fil des années, Le Vieux Fusil est néanmoins désigné par le public comme l'un des films préférés des Français, et est régulièrement rediffusé à la télévision. En 1985, il est élu « César des Césars ».

## Postérité
Une allusion au Vieux Fusil est faite dans le film C'est arrivé près de chez vous de Rémy Belvaux et André Bonzel en 1992. Dans le film, Ben, l'assassin interprété par Benoît Poelvoorde saisit la chevelure d'un homme et le tue en frappant plusieurs fois sa tête contre un lavabo, reproduisant ainsi l'exécution d'un des soldats allemands (Antoine Saint-John) par le personnage de Philippe Noiret dans Le Vieux Fusil. Ben ponctue alors son acte macabre de la remarque suivante : « Ça ne vous rappelle rien ça ? Le Vieux Fusil ! … Philippe Noiret ! ... Bon film ça. »
Le roman d'Alexis Jenni, L'Art français de la guerre (prix Goncourt en 2011), évoque le film ; il en fait une analyse, cohérente avec le propos du livre, et décapante, permettant de saisir la complexité des réactions de l'opinion, critiques et spectateurs face à la loi du Talion : « Les spectateurs, les yeux ouverts dans l'obscurité de la salle, sont forcés à la violence ; ils sont rendus complices de la violence faite aux coupables… ».
À Bruniquel, où une bonne partie des figurants a été recrutée, les souvenirs du tournage servent à faire vivre le tourisme lié au film. Les visiteurs cherchent parfois le pont-levis, créé pour le film et ensuite détruit ; une exposition permanente consacrée au film est présentée dans une pièce des châteaux.

## Distinctions

### Récompenses
- César 1976 :
  - Meilleur film
  - Meilleur acteur pour Philippe Noiret
  - Meilleure musique originale pour François de Roubaix
- David di Donatello Awards 1976 : meilleur acteur pour Philippe Noiret
- César 1985 : César des Césars

### Nominations
- César 1976 :
  - Meilleur réalisateur pour Robert Enrico
  - Meilleur acteur dans un second rôle pour Jean Bouise
  - Meilleur scénario original ou adaptation pour Robert Enrico et Pascal Jardin
  - Meilleur son pour Bernard Aubouy
  - Meilleure photographie pour Étienne Becker
  - Meilleur montage pour Eva Zora